# Cratere Cyrillus

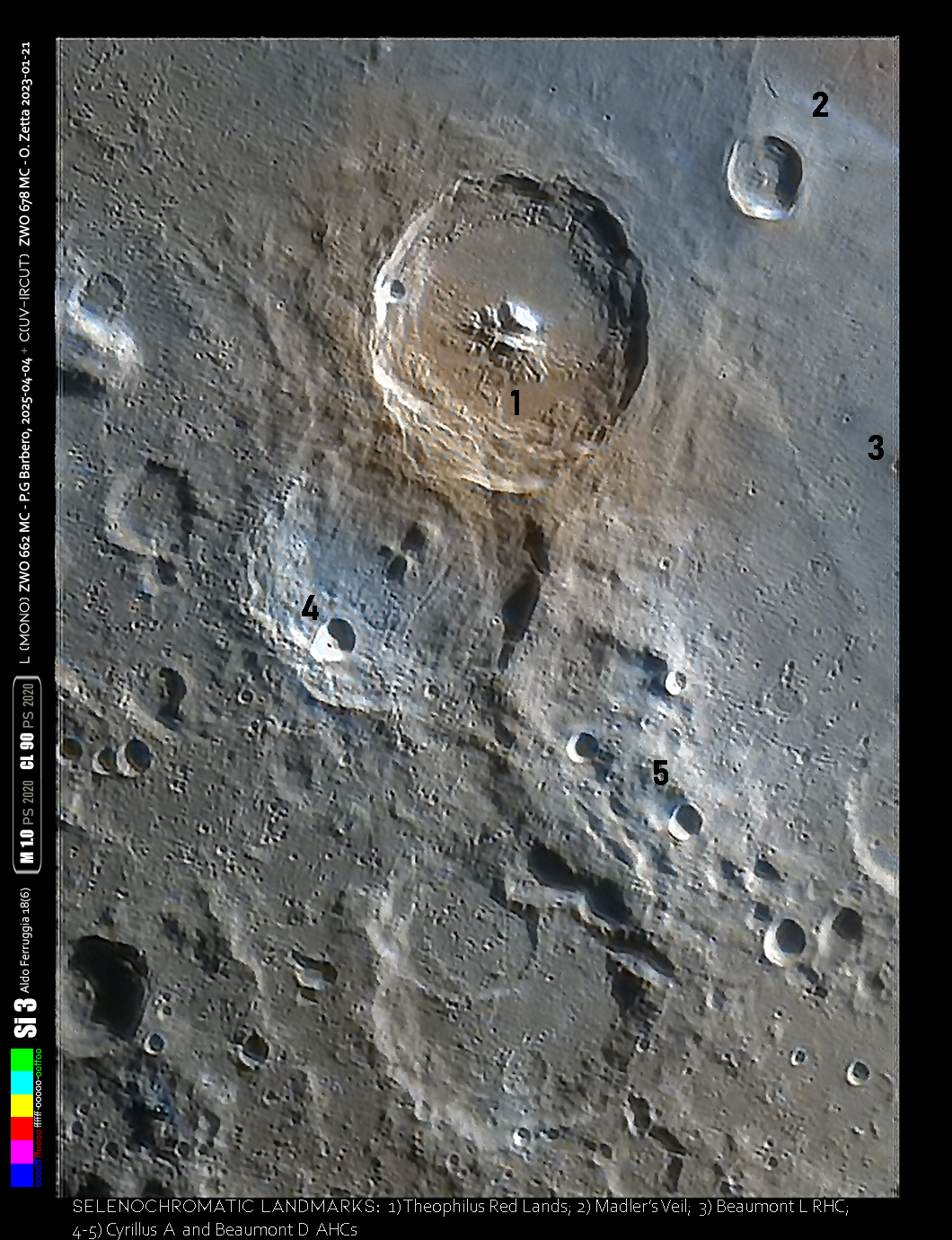
Immagine dell'area centrata sul cratere Cyrillus in formato Si. Vedi anche:

Cyrillus è un cratere lunare di 98,09 km situato nella parte sud-orientale della faccia visibile della Luna, sul bordo nordoccidentale del Mare Nectaris.
Lungo il bordo nordorientale si sovrappone il più recente cratere Theophilus, di dimensioni analoghe. Il margine risultante piega verso l'interno di Cyrillus. A sud si trova il cospicuo cratere Catharina: l'insieme di questi crateri forma un evidente trio nel quadrante sudorientale. A sud-est di Cyrillus si trova il cratere satellite Cyrillus F, fortemente eroso, e a nordovest il cratere Ibn-Rushd, precedentemente denominato Cyrillus B.
Il bordo di Cyrillus si presenta eroso, ma sostanzialmente immodificato, tranne che nella zona di contatto con Theophilus. Il pianoro interno è accidentato ed irregolare, e appena a nord-est del centro presenta tre distinti picchi. I picchi sono chiamati Alfa (α, ad ovest), Eta (η, ad est) e Delta (δ, a sud). Una coppia di creste si allontanano dai picchi centrali curvando verso sud-ovest e verso ovest rispettivamente. Il piccolo cratere satellite Cyrillus A si trova sulle pendici interne del bordo di est-sud-est.
Il cratere è dedicato al santo Cirillo di Alessandria,

## Crateri correlati
Alcuni crateri minori situati in prossimità di Cyrillus sono convenzionalmente identificati, sulle mappe lunari, attraverso una lettera associata al nome.
| Cyrillus | Coordinate            | Diametro (in km) |
| -------- | --------------------- | ---------------- |
| A        | 13°46′12″S 23°07′12″E | 13,69            |
| C        | 12°21′36″S 21°30′00″E | 11,75            |
| E        | 15°54′00″S 25°18′36″E | 10,46            |
| F        | 15°19′12″S 25°29′24″E | 43,9             |
| G        | 15°39′36″S 26°37′48″E | 7,76             |

Il cratere Cyrillus B è stato ridenominato dall'Unione Astronomica Internazionale Ibn-Rushd nel 1976.